# 平北
平北即指北平以北、长城内外，北平、承德、张家口之间的广大区域:14。
民国时，此地是河北、热河、察哈尔三省交界之地。相邻区域即称平西、冀东。中国抗日战争期间，中国共产党在此区域内，开展游击战，故认为此地有“重要的战略意义”。其活跃的平北抗日根据地设有平北军分区:14。